# Perfiles específicos de enzimas PRIAM
Perfiles específicos de enzimas PRIAM (PRofils pour l'Identification Automatique du Métabolisme) es un método para la detección automática de enzimas probables en secuencias proteicas. PRIAM usa matrices de puntuación de posiciones específicas (también conocidas como perfiles) generada automáticamente para cada entrada de enzima.